# Militia Acts (1792)

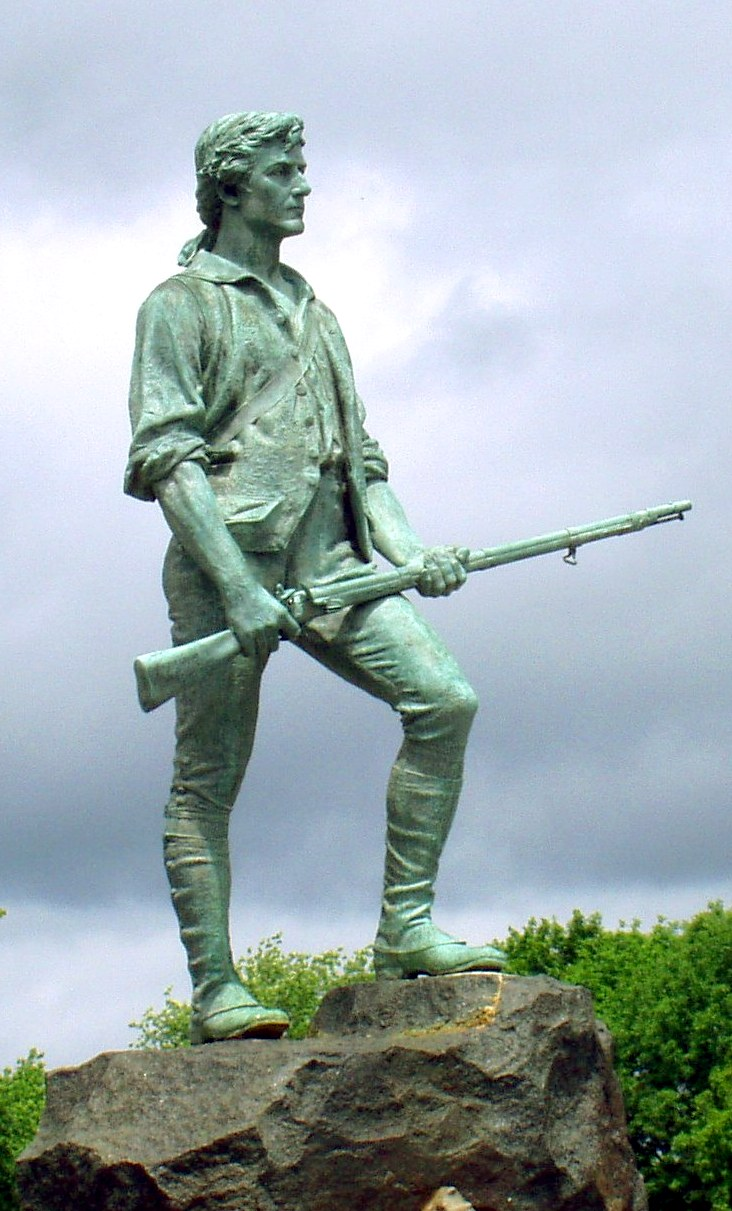
Ein Milizsoldat – allzeit bereit, den Vereinigten Staaten von Amerika zu dienen: der Minuteman John Parker aus Lexington.

Als Militia Acts werden zwei 1792 vom Kongress der Vereinigten Staaten beschlossene Bundesgesetze bezeichnet, die die Befehlsgewalt des US-Präsidenten über die Bewohner der Einzelstaaten der Vereinigten Staaten von Amerika regelten. Die Gesetze wurden durch das Bundesgesetz von 1903 abgelöst.
Sie entstanden nach der Niederlage in der Schlacht am Wabash River im heutigen US-Bundesstaat Ohio. Damals wurde klar, dass die regulären Streitkräfte der Vereinigten Staaten nicht groß und stark genug waren, um die Aufstände der Indianer in den heutigen Bundesstaaten Ohio, indiana und Illinois, welche 1792 Teile des bundesstaatlichen Territoriums Nordwestterritorium bildeten, effektiv zu bekämpfen. Der Präsident konnte nach diesen Gesetzen die Befehlsgewalt über alle wehrtauglichen, männlichen, weißen Bewohner im Alter zwischen 18 und 45 Jahren einzelner Staaten erlangen, wenn die Notwendigkeit aufgrund von äußerer oder innerer Bedrohungen bestand. 1862 wurde das Gesetz auf alle männlichen Bewohner im Alter zwischen 18 und 54 ausgedehnt, unabhängig von der Hautfarbe.
Das erste Gesetz wurde am 2. Mai 1792 beschlossen, das zweite Gesetz am 8. Mai 1792. Das zweite Gesetz regelte die Länge eines Einsatzes, der durch den Präsidenten angeordnet werden konnte, nämlich sechs Monate, und die Ausrüstung, die ein Bürger zur Verfügung stellen musste: eine Muskete mit Bajonett und 24 Kugeln. Eine Uniform stellte die Bundesregierung. Während des Einsatzes sollten die Milizionäre wie reguläre Soldaten bezahlt werden. Einige Berufsgruppen wurden von der Waffenpflicht ausgenommen. Während der Zeit ihres Dienstes unterstanden die Milizionäre dem Militärrecht der Vereinigten Staaten.
Nach den Gesetzen waren die Bundesstaaten verpflichtet, Milizen eingeteilt in Divisionen, Brigaden, Regimenter, Bataillone und Kompanien aufzustellen. Mindestens vier Mal im Jahr musste geübt werden.
In den Vereinigten Staaten gab es während und nach ihrer Gründung starke politische Kräfte, die ein starkes bundesstaatliches Militär in Friedenszeiten nicht wünschten. Sie sahen ein stehendes Heer als eine Bedrohung der Freiheit an, was beispielsweise in der Verfassung des US-Bundesstaates Pennsylvania vom 28. September 1776 zum Ausdruck kommt. Die Gemeinden der Staaten besaßen eigene Milizen, die demokratisch verwaltet wurden. Ihre Offiziere wurden gewählt. Viele sahen in der Volksbewaffnung einen Garanten für einen funktionierenden, freien Bundesstaat, der sich im Notfall gegen eine diktatorische Bundesregierung wehren konnte. Die Kolonien lösten sich ja gerade von einer als diktatorisch empfundenen britischen Regierung, welche ein stehendes Heer besaß. Deswegen billigten sie der Bundesregierung kein starkes stehendes Heer in Friedenszeiten zu. Erst 1798 billigten die Bundesstaaten der Bundesregierung Marine und Marineinfanterie Einheiten zu, nachdem diese nach dem Pariser Frieden 1783 abgeschafft worden waren. Auch die bundesstaatliche Kontinentalarmee wurde großenteils aufgelöst, nur wenige bundesstaatliche Einheiten verblieben, um für die Sicherheit in den Bundesterritorien wie dem Nordwestterritorium zu sorgen.
Der Insurrection Act von 1807 verlieh dem US-Präsidenten dann ausnahmsweise die Vollmacht, die Nationalgarde und Heerestruppen oder Marineverbände innerhalb der Vereinigten Staaten zur Bekämpfung von Aufständen einzusetzen. Der Posse Comitatus Act von 1878 schränkte diese Befugnis nach Ende des Sezessionskriegs wieder ein.